# Nasjonalt kunnskapssenter om vold og traumatisk stress
Nasjonalt kunnskapssenter om vold og traumatisk stress (NKVTS; engelsk Norwegian Centre for Violence and Traumatic Stress Studies) er en statslig forskningsinstitution i Norge, der forsker på vold og overgreb, katastrofehåndtering, terrorisme, væbnede konflikter og psykiske traumer, og tvungen migration og flygtningesundhed. NKVTS er en del af Universitetet i Oslo, men får sine opgaver og midler direkte af regeringen.
NKVTS er tværfaglig og har forskere med baggrund inden for psykologi, medicin (herunder psykiatri og pædiatri), jura, sociologi, kriminologi og andre discipliner, med hovedvægt på psykologi. Instituttet har 94 medarbejdere (2016). NKVTS er beliggende i Nydalen i Oslo.

## Historie
Indtil 2013 var NKVTS beliggende på Oslo universitetssygehus, Ullevål. NKVTS blev dannet i 2004 på initiativ af Sundhedsministeriet, Justitsministeriet, Forsvarsministeriet, Socialministeriet og Børne- og familieministeriet.

## Kendte forskere
- Helene Flood[2]